# Система внутренней связи электропоезда
Система внутренней связи электропоезда — совокупность устройств, обеспечивающих проводную радиосвязь между кабинами машиниста и пассажирскими помещениями электропоезда. Обеспечивает громкоговорящую связь «машинист-пассажир», связь «пассажир-машинист», а в ряде случаев — связь между кабинами машиниста в различных вагонах поезда.

## Система громкоговорящей связи отечественных электропоездов
На отечественных электропоездах серий ЭР2, ЭР2Р и ЭР9Е в качестве системы громкоговорящей связи «машинист-пассажир» используется система «Тон» (также встречается термин "аппаратура оповещения «Тон»). Данная система на отечественных электропоездах постоянного тока стала применяться с электропоезда ЭР2 № 1098. Её также устанавливали на более ранних электропоездах при модернизации. Система состоит из манипуляторов (микрофонов), усилителей и громкоговорителей. Манипулятор представляет собой микрофон с кнопками для управления им. Он служит для включения (выключения) громкоговорящей связи и преобразования речевого сообщения машиниста в электрический сигнал. Поэтому манипуляторы устанавливают в кабинах машиниста (обычно по одному на кабину). Усилитель типа У-100 представляет собой электронный блок для усиления низкочастотного электрического сигнала, поступающего от микрофона и передачи усиленного сигнала в громкоговорители. В каждом вагоне с кабиной машиниста устанавливают по одному усилителю. Громкоговорители служат для вывода речевых сообщений машиниста пассажирам. Поэтому громкоговорители размещают в пассажирских салонах и тамбурах электропоезда (обычно на потолке). Для контроля за работой громкоговорящей связи в каждой кабине машиниста находится контрольный громкоговоритель.
На электропоездах серии ЭР2 до № 1098 применялась система громкоговорящей связи «машинист-пассажир» с усилителем типа УП-50. В состав данной системы также входили: микрофон с кнопкой включения, усилитель (тип — УП-50) и громкоговорители в салонах и тамбурах. В отличие от системы «Тон», розетка для подключения микрофона в кабине машиниста находилась на специальном пульте управления в кабине машиниста. На этом пульте, кроме розетки для микрофона, размещались две сигнальные лампы — «Контроль питания» и «Контроль выхода».